# Le Siècle de Louis XIV

Le règne de Louis XIV, au centre de l'œuvre de Voltaire.

Le Siècle de Louis XIV est un ouvrage de Voltaire paru en 1751. Voltaire prétend y livrer une réflexion non pas historique mais philosophique, essayant « de peindre à la postérité, non les actions d'un seul homme Louis XIV, mais l'esprit des hommes dans le siècle le plus éclairé qui fut jamais ».

## Un catalogue du Grand Siècle
L'époque de Voltaire fut friande de cette œuvre, aujourd'hui relativement oubliée. L'ouvrage est une sorte de dictionnaire. Elle porte d'ailleurs le sous-titre de « Catalogue de la plupart des écrivains français qui ont paru dans le siècle de Louis XIV, pour servir à l’histoire littéraire de ce temps ». Mais on  y trouve également d'autre listes : « Artistes célèbres », « Maréchaux », « Ministres d’État », « Souverains contemporains ».
Voltaire ne veut pas pour autant compiler des listes de noms, mais bien « rendre le savoir compréhensible et portatif », dans un ouvrage à la fois synthétique et pratique. Son propos n'est pas tant l'érudition que « l'illustration » de cette période. Voltaire veut montrer d'une part la grandeur de ce roi qui a encouragé les arts et les sciences et d'autre part la grandeur de son règne qui marque un apogée de l'esprit humain.
En outre, la technique des listes lui permet de jouer avec souplesse dans la composition de son ouvrage, qu'il enrichira au fil des rééditions : nouvelles entrées, anecdotes et propos polémiques aves ses contemporains viennent , entre autres choses, s'ajouter à l'existant. Voltaire évite l'hagiographie, et se veut réellement l'historien du XVIIe siècle.
Voltaire ne s'attache pas uniquement aux grands noms. Il recense aussi dans cet ouvrage les noms de personnages moins connus — poètes, traducteurs, historiens, chroniqueurs… — dont le travail a aussi contribué à la grandeur de cette période, et qu'il serait donc injuste de passer sous silence.
Comme il est né encore sous le règne de Louis XIV, Voltaire aurait pu — ou dû — faire figurer son nom dans sa liste. Mais il s'arrête au poète Voiture, déclarant avec malice: « Ce n’est pas la peine de pousser plus loin ce catalogue ».

## Chapitres
- I. Introduction.
- II. Des États de l’Europe avant Louis XIV.
- III. Minorité de Louis XIV. Victoires des Français sous le grand Condé, alors duc d’Enghien.
- IV. Guerre civile.
- V. Suite de la guerre civile jusqu’à la fin de la rébellion, en 1653.
- VI. État de la France jusqu’à la mort du cardinal Mazarin en 1661.
- VII. Louis XIV gouverne par lui-même. Il force la branche d’Autriche espagnole à lui céder partout la préséance, et la cour de Rome à lui faire satisfaction. Il achète Dunkerque. Il donne des secours à l’empereur, au Portugal, aux États-Généraux, et rend son royaume florissant et redoutable.
- VIII. Conquête de la Flandre.
- IX. Conquête de la Franche-Comté. Paix d’Aix-la-Chapelle.
- X. Travaux et magnificence de Louis XIV. Aventure singulière en Portugal. Casimir en France. Secours en Candie. Conquête de la Hollande.
- XI. Évacuation de la Hollande. Seconde conquête de la Franche-Comté.
- XII. Belle campagne et mort du maréchal de Turenne. Dernière bataille du grand Condé à Senef.
- XIII. Depuis la mort de Turenne jusqu’à la paix de Nimègue, en 1678.
- XIV. Prise de Strasbourg. Bombardement d’Alger. Soumission de Gênes. Ambassade de Siam. Le pape bravé dans Rome. Électorat de Cologne disputé.
- XV. Le roi Jacques détrôné par son gendre Guillaume III, et protégé par Louis XIV.
- XVI. De ce qui se passait dans le continent, tandis que Guillaume III envahissait l’Angleterre, l’Écosse, et l’Irlande, jusqu’en 1697. Nouvel embrasement du Palatinat. Victoires des maréchaux de Catinat et de Luxembourg, etc.
- XVII. Traité avec la Savoie. Mariage du duc de Bourgogne. Paix de Rysvick. État de la France et de l’Europe. Mort et testament de Charles II, roi d’Espagne.
- XVIII. Guerre mémorable pour la succession à la monarchie d’Espagne. Conduite des ministres et des généraux jusqu’en 1703.
- XIX. Perte de la bataille de Bleinheim, ou d’Hochstedt, et ses suites.
- XX. Pertes en Espagne : pertes des batailles de Ramillies et Turin, et leurs suites.
- XXI. Suite des disgrâces de la France et de l’Espagne. Louis XIV envoie son principal ministre demander en vain la paix. Bataille de Malplaquet perdue, etc.
- XXII. Louis XIV continue à demander la paix et à se défendre. Le duc de Vendôme affermit le roi d’Espagne sur le trône.
- XXIII. Victoire du maréchal de Villars à Denain. Rétablissement des affaires. Paix générale.
- XXIV. Tableau de l’Europe depuis la paix d’Utrecht jusqu’à la mort de Louis XIV.
- XXV. Particularité et anecdotes du règne de Louis XIV.
- XXVI. Suite des particularités et anecdotes.
- XXVII. Suite des particularités et anecdotes.
- XXVIII. Suite des anecdotes.
- XXIX. Gouvernement intérieur. Justice. Commerce. Police. Lois. Discipline militaire. Marine, etc.
- XXX. Finances et règlements.
- XXXI. Des sciences.
- XXXII. Des beaux-arts.
- XXXIII. Suite des arts.
- XXXIV. Des beaux-arts en Europe du temps de Louis XIV.
- XXXV. Affaires ecclésiastiques. Disputes mémorables.
- XXXVI. Du calvinisme au temps de Louis XIV.
- XXXVII. Du jansénisme.
- XXXVIII. Du quiétisme.
- XXXIX. Disputes sur les cérémonies chinoises. Comment ces querelles contribuèrent à faire proscrire le christianisme à la Chine.

## Édition critique
La Voltaire Foundation et le Centre de Recherche du Château de Versailles ont co-publié de 2015 à 2019 la première édition critique du Siècle de Louis XIV sous la direction de Diego Venturino, professeur d'histoire moderne.
Cette édition représente désormais 7 volumes de la Collection des Œuvres Complètes de Voltaire éditée par la Voltaire Foundation.
- Introduction : Œuvres Complètes de Voltaire, Vol. 11A, 2019.  (ISBN 978-0-7294-1146-2)
- Introduction, dossier, index général : Œuvres Complètes de Voltaire, Vol. 11B, 2019.  (ISBN 978-0-7294-1222-3)
- Liste et catalogue des écrivains : Œuvres Complètes de Voltaire, Vol. 12, 2017.  (ISBN 978-0-7294-1147-9)
- Chapitres 1-12 : Œuvres Complètes de Voltaire, Vol. 13A, 2015.  (ISBN 978-0-7294-0965-0)
- Chapitres 13-24 : Œuvres Complètes de Voltaire, Vol. 13B, 2015.  (ISBN 978-0-7294-1156-1)
- Chapitres 25-30 : Œuvres Complètes de Voltaire, Vol. 13C, 2016.  (ISBN 978-0-7294-1157-8)
- Chapitres 31-39 : Œuvres Complètes de Voltaire, Vol. 13D, 2016.  (ISBN 978-0-7294-1155-4)